# Highlights – Internationale Kunstmesse München
Highlights, Eigenschreibweise HIGHLIGHTS – Internationale Kunstmesse München, auch Münchner Highlights oder Munich Highlights genannt, ist eine jährlich in München veranstaltete Kunstmesse unter Beteiligung international agierender Aussteller. Die aus der Kunst- und Antiquitätenmesse im Haus der Kunst hervorgegangene Veranstaltung wurde 2010 von der Zeit als eine der besten Kunstmessen in Deutschland bezeichnet.
Initiatoren der Messe sind 19 Kunsthändler, die sich auf der TEFAF (The European Fine Art Fair) in Maastricht seit der Jahrtausendwende etabliert haben.

## Geschichte
Der Kunstsammler und Antiquitätenhändler Otto Bernheimer initiierte 1956 zu Beginn der Wirtschaftswunderjahre die Deutsche Kunst- und Antiquitätenmesse und wurde zum Präsidenten des Deutschen Kunsthandelsverbands gewählt. Bis zum Jahr 1988 fand diese Kunstmesse, die als die führende Veranstaltung ihrer Art in Deutschland galt, im Haus der Kunst in München statt. Danach wurde die Messe auf das Messegelände in Riem verlegt. Da sie dort bei vielen Händlern wie auch in weiten Kreisen des Publikums nicht die notwendige Akzeptanz fand, begannen einige Händler über eine Alternative nachzudenken.
Im Jahr 2004 lancierte Konrad O. Bernheimer, Enkel Otto Bernheimers und Chairman der Pictura, der Bilderabteilung der TEFAF, die Munich Highlights, die die Messetradition der ursprünglichen Münchner Kunstmesse und ihrer Aussteller fortsetzte. Bei dieser Messe teilten Kunsthändler und Galeristen ihre Räume rund um den Odeonsplatz in München mit internationalen Kollegen und luden das Publikum zu einem Kunstspaziergang durch die Innenstadt ein. Der Name Highlights wurde 2010 in den neuen Namen der Messe, Highlights – Internationale Kunstmesse München übernommen. Mit ihrem Umzug in das Haus der Kunst kehrte die Messe in jenem Jahr wieder an den Traditionsstandort an der Münchner Prinzregentenstraße zurück.
2013 wurde ein langjähriger Nutzungsvertrag mit der Münchner Residenz geschlossen, wo die Messe seit 2014 stattfindet.

## Fachbereiche
Die Messe ist in folgende Fachbereiche gegliedert:
- Kunst der Antike
- Mittelalterliche Handschriften
- Gemälde Alter Meister
- Gemälde des 19. Jahrhunderts
- Klassische Moderne
- Kunst auf Papier
- Kunst nach 1945
- Objets d’art / Schmuck
- Kunstkammerobjekte
- Skulpturen
- Möbel
- Porzellan
- Silber
- Textilien
- Außereuropäische Kunst